# Arman Kamışev
Arman Gabïdwllovïç Kamışev (Kazachs: Арман Габидуллович Камышев) (Astana, 14 maart 1991) is een Kazachs wielrenner die anno 2018 rijdt voor Vino-Astana Motors. Hij werd in 2009 Aziatisch kampioen op de weg bij de junioren.

## Belangrijkste overwinningen
2009
 Aziatisch kampioen op de weg, Junioren
2e etappe 3-Etappen-Rundfahrt
2010
ZLM Tour
2011
3e etappe Coupe des Nations Ville Saguenay
2012
4e etappe Vuelta a la Independencia Nacional
1e en 3e etappe Coupe des Nations Ville Saguenay
Eind- en puntenklassement Coupe des Nations Ville Saguenay
1e etappe Ronde van de Aostavallei
2e etappe Ronde van Bulgarije
2014
3e etappe Ronde van Hainan
2016
 Kazachs kampioen op de weg, Elite

## Resultaten in voornaamste wedstrijden
| Jaar | Ronde van Italië | Ronde van Frankrijk | Ronde van Spanje |
| ---- | ---------------- | ------------------- | ---------------- |
| 2013 |                  |                     |                  |
| 2014 |                  |                     |                  |
| 2015 |                  |                     |                  |
| 2016 |                  |                     |                  |
| 2017 |                  |                     |                  |

| Jaar | Ronde van Vlaanderen | Parijs-Roubaix | Gent-Wevelgem |  | WK op de weg |
| ---- | -------------------- | -------------- | ------------- |  | ------------ |
| 2013 |                      | 113e           |               |  |              |
| 2014 | opgave               | opgave         |               |  |              |
| 2015 |                      |                | opgave        |  | 70e          |
| 2016 |                      | opgave         | opgave        |  |              |
| 2017 |                      | opgave         |               |  |              |

## Ploegen
- 2012 –  Continental Team Astana
- 2013 –  Astana Pro Team
- 2014 –  Astana Pro Team
- 2015 –  Astana Pro Team
- 2016 –  Astana Pro Team
- 2017 –  Astana Pro Team
- 2018 –  Vino-Astana Motors